# Samuel Åkerhielm (1763–1821)
Samuel Christian Fredrik Lars Åkerhielm af Margretelund, född 1763, död 1821, var en svensk friherre, generaladjutant och brukspatron.

## Biografi
Åkerhielm var ägare till Dylta bruk i Närke. Som militär var han kavallerist. Han utnämndes han till generaladjutant 1805 och i samband med krigsutbrottet i februari 1808 blev han chef för en kavalleribrigad med soldater från reservarmén i Örebrotrakten. I april 1808 utnämndes han till chef för Närke-Värmlands lantvärnsbrigad. Han var från 1801 gift med Hedvig Christina Burenstam och far till Carl Åkerhielm.

### Familj
Åkerhielm gifte sig 28 maj 1801 med Hedvig Christina Burenstam (1783–1863). Hon var dotter till bruksägaren Olof Burenstam och Carolina Camitz. De fick tillsammans barnen Samuel Olof Fredrik Åkerhielm (1802–1880), Eva Carolina Aimée Constance Åkerhielm (1803–1862) som var gift med majoren Robert Ulrik Henrik von Bahr, Hedvig Sofia Charlotta Åkerhielm (1804–1879) som var gift med översten Carl Johan Nauckhoff, landshövdingen Carl Åkerhielm (1807–1879) i Örebro län, hovmarskalken Christian Vilhelm Åkerhielm (1809–1902), Emilie Marianne Åkerhielm (1811–1899) som var gift med överstelöjtnanten Gustaf Fromhold Armfelt, hovmarskalken Knut Åkerhielm (1813–1895) och Julie Åkerhielm (1816–1838).